# إدفارد بيترسن
إدفارد بيترسن (بالدنماركية: Edvard Petersen) هو رسام دنماركي، ولد في 4 فبراير 1841 في كوبنهاغن في الدنمارك، وتوفي بنفس المكان في 5 ديسمبر 1911.

## معرض صور

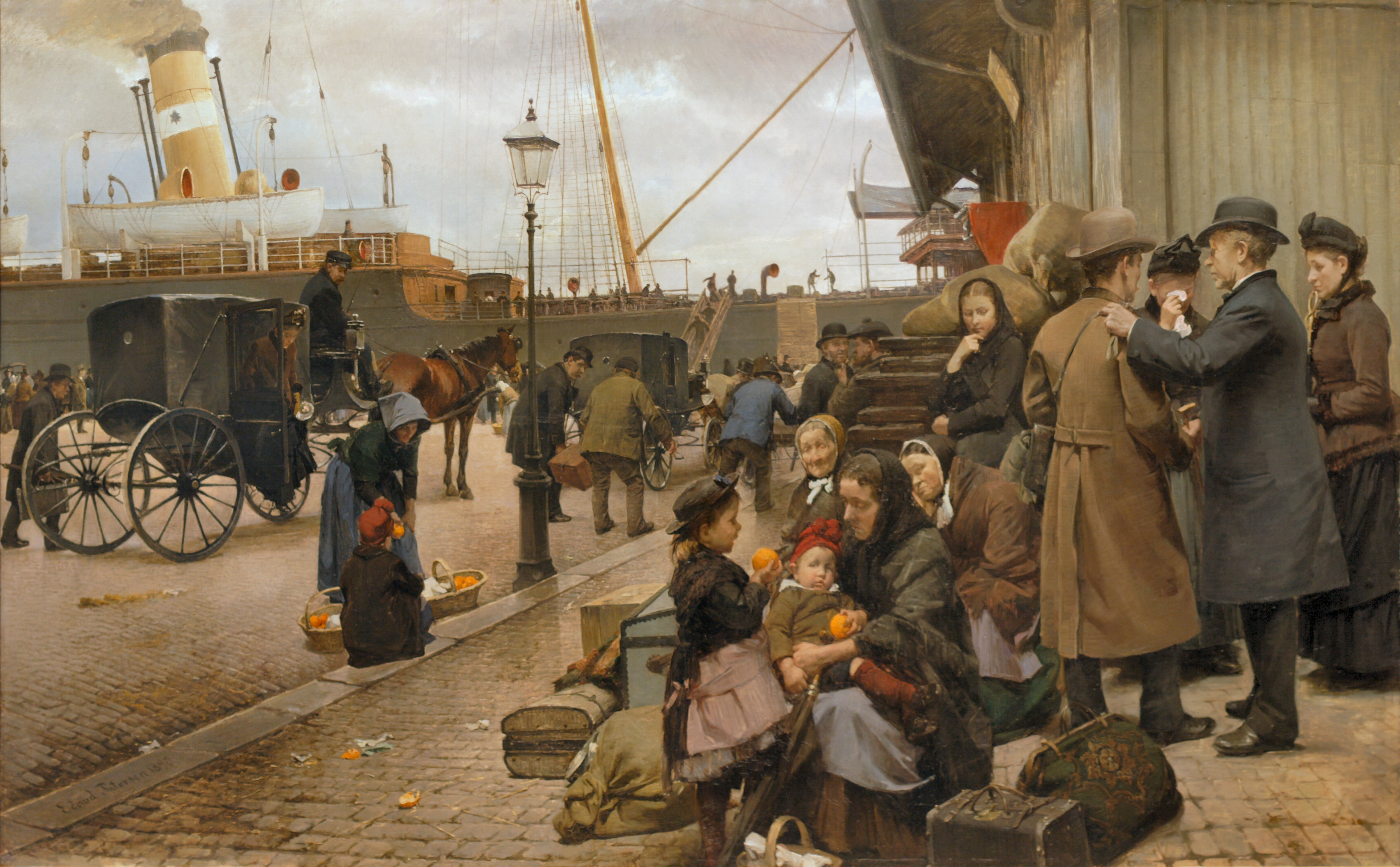
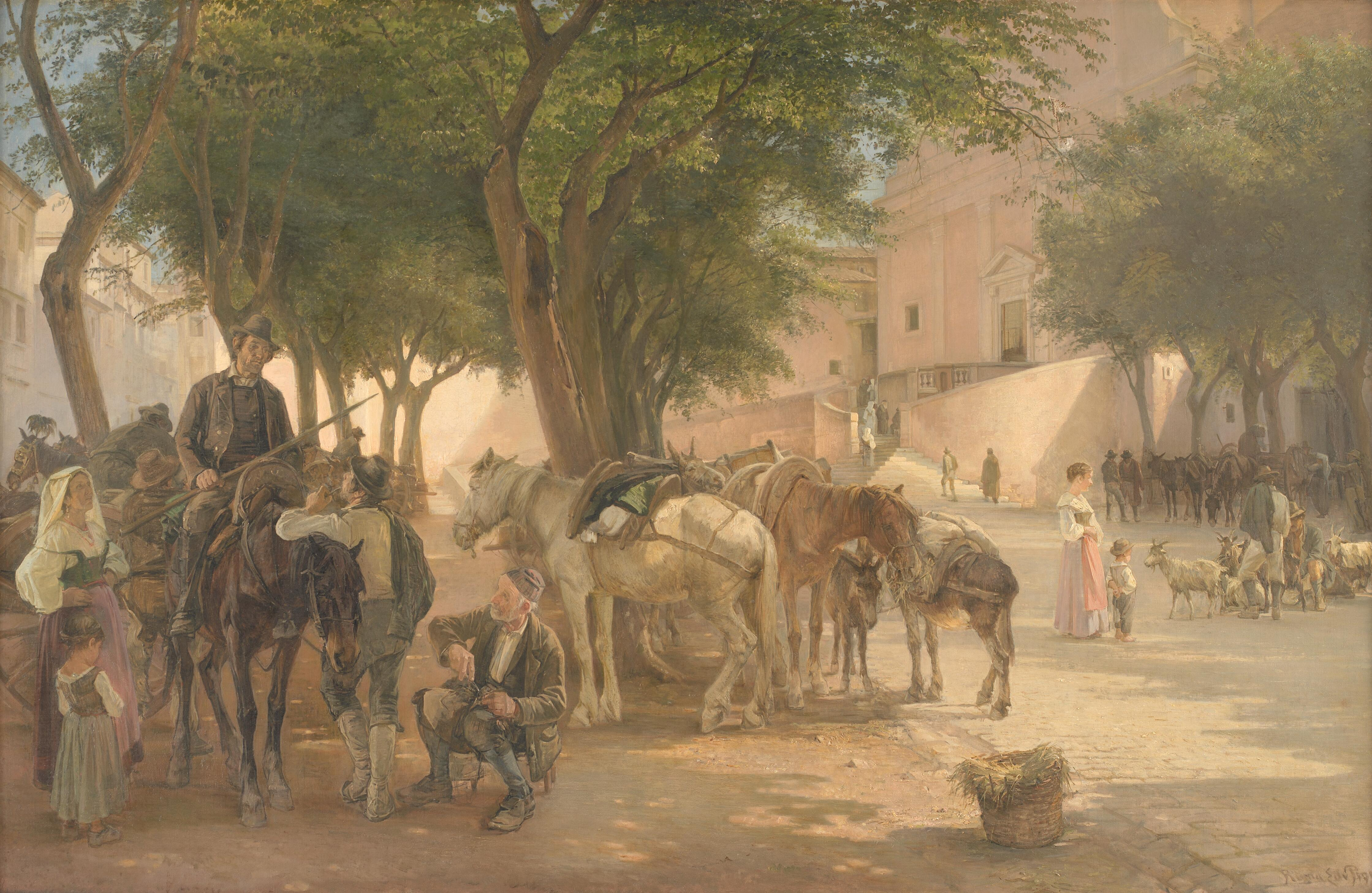
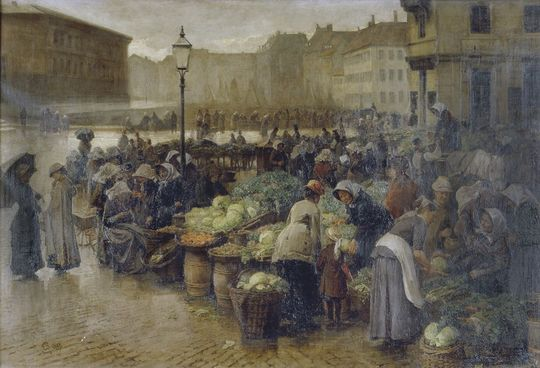
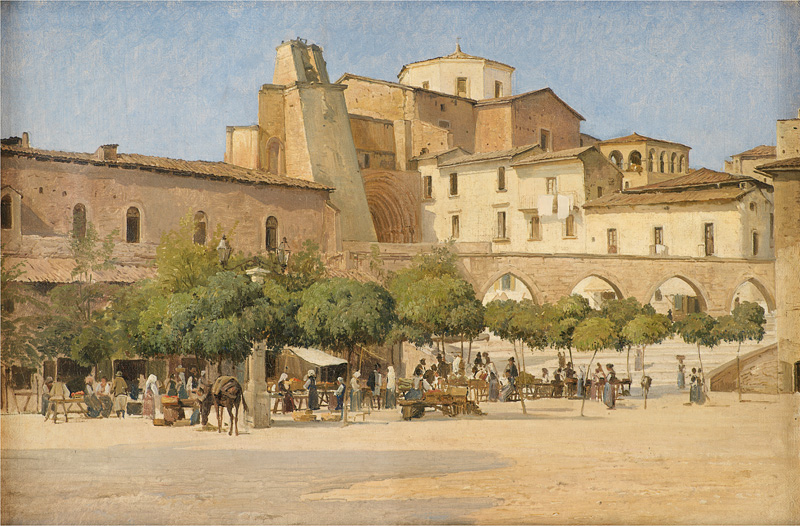